# Raphael E. Cuomo
Raphael E. Cuomo (23 ottobre 1988) è un medico statunitense e professore associato presso la facoltà di medicina dell'Università della California - San Diego (UCSD).
È noto per le sue applicazioni della biostatistica e dell'informatica sanitaria a varie sfide sanitarie globali, in particolare all'epidemiologia del cancro e alle disparità sanitarie legate al tabacco. Cuomo è un membro della Royal Society for Public Health e un membro della società onoraria Delta Omega. È certificato in sanità pubblica dal National Board of Public Health Examiners (NBPHE).

## Ricerca
La ricerca di Cuomo affronta le principali sfide sanitarie globali integrando epidemiologia, biostatistica e analisi delle politiche:
- Epidemiologia del cancro: Cuomo ha studiato i legami tra una bassa esposizione ai raggi ultravioletti B e tumori come il cancro del colon-retto, il cancro del pancreas e la leucemia. I suoi risultati, utilizzando i dati meteorologici della NASA, hanno supportato l'ipotesi che la carenza di vitamina D contribuisca alla progressione del cancro.[4] Cuomo ha pubblicato un articolo scientifico che descrive un paradosso rischio-sopravvivenza per alcuni fattori nutrizionali nelle malattie croniche, divenuto eponimamente noto come Cuomo's Paradox.[5]
- Controllo del tabacco e sigarette elettroniche: Cuomo ha analizzato le pratiche di marketing online per le sigarette elettroniche e i prodotti del tabacco, identificando le tendenze nell'impegno digitale e nei rischi per la salute.
- Informatica clinica: il lavoro di Cuomo comprende analisi del ruolo del calcifediolo sierico e dei rischi di mortalità nei pazienti con cancro del colon, disparità razziali nella sopravvivenza alla cirrosi tra individui con disturbo da uso di alcol e gli impatti sulla salute dei disturbi da uso di sostanze tra i pazienti con cancro.[6][7][8]
- Politica sanitaria: Cuomo ha applicato approcci di apprendimento automatico per valutare l’abuso di oppioidi e ha sviluppato modelli di costo per il trattamento del cancro nei paesi in via di sviluppo.[9]

Cuomo è anche autore del libro Public Health Perceptions of American Youth, che esamina i principali problemi di salute pubblica che colpiscono i giovani negli Stati Uniti.

## Ruoli editoriali
Cuomo è Section Editor per JMIR Infodemiology e Handling Editor per Frontiers in Public Health. Svolge inoltre il ruolo di revisore paritario per numerose riviste, tra cui JAMA Pediatrics.

## Riconoscimento dei media
Cuomo è stato citato e le sue ricerche sono state oggetto di copertura da parte di numerosi organi di informazione internazionali. Questi includono:
- Newsweek: Copertura dei suoi studi sugli impatti sulla salute delle sigarette elettroniche.[12]
- SciTech: Copertura dei risultati che mostrano associazioni globali inverse tra esposizione solare e cancro del colon-retto.[13]
- Associazione americana per l'avanzamento della scienza: risultati sul cancro al pancreas e l'esposizione ai raggi UV.[14]
- New Telegraph: Ricerca sulla carenza di vitamina D e aumento del rischio di cancro al colon.[15]
- Protezione dell'industria: analisi dell'esposizione ai farmaci contraffatti contro il cancro.[16]
- Medical News Today: Copertura dei risultati della ricerca che mostrano l'influenza dell'età sugli effetti biologici del calcidiolo.[17]
- NBC News: Risultati sull'impegno pubblico nei mercati della cannabis non regolamentati.[18]

Inoltre, molti dei risultati delle ricerche di Cuomo hanno attirato una notevole attenzione sui social media, tra cui i suoi risultati sulla vitamina D, il marketing online delle sigarette elettroniche, il metabolismo del calcidiolo correlato all'età, e gli avvelenamenti correlati alla nicotina .